# Lukas MacNaughton
Lukas Michael MacNaughton (New York, 8 marzo 1995) è un calciatore canadese, difensore del D.C. United.

## Carriera

### Club
Nato a New York da madre austriaca e padre canadese, da piccolo si trasferisce con la famiglia a Bruxelles. Qui inizia a giocare nelle giovanili del Royale Union Rixensartoise. Dal 2013 al 2017 ha rappresentato l'Università di Toronto a livello scolastico. La sua carriera da calciatore inizia nella League1 Ontario, con le maglie di North Toronto Nitros e Alliance United. Il 7 marzo 2019 viene acquistato dal Pacific, in vista della stagione inaugurale della Canadian Premier League. In tre stagioni totalizza 59 presenze e 5 reti. Il 25 gennaio 2022 viene acquistato dal Toronto FC, firmando un contratto fino al 2023 e con opzione di estenderlo per le annate 2024 e 2025. Ha esordito in MLS il 5 marzo seguente, in occasione dell'incontro perso per 1-4 contro i N.Y. Red Bulls.

### Nazionale
L'11 novembre 2022 ha esordito con la nazionale canadese, disputando l'amichevole pareggiata per 2-2 contro il Bahrein.

## Statistiche

### Presenze e reti nei club
Statistiche aggiornate al 23 novembre 2022.
| Stagione                    | Squadra                     | Campionato                  | Campionato | Campionato | Coppe nazionali | Coppe nazionali | Coppe nazionali | Coppe continentali | Coppe continentali | Coppe continentali | Altre coppe | Altre coppe | Altre coppe | Totale | Totale |
| Stagione                    | Squadra                     | Comp                        | Pres       | Reti       | Comp            | Pres            | Reti            | Comp               | Pres               | Reti               | Comp        | Pres        | Reti        | Pres   | Reti   |
| --------------------------- | --------------------------- | --------------------------- | ---------- | ---------- | --------------- | --------------- | --------------- | ------------------ | ------------------ | ------------------ | ----------- | ----------- | ----------- | ------ | ------ |
| 2016                        | North Toronto Nitros        | L1O                         | 5          | 2          |                 | -               | -               |                    | -                  | -                  |             | -           | -           | 5      | 2      |
| 2017                        | North Toronto Nitros        | L1O                         | 4          | 2          |                 | -               | -               |                    | -                  | -                  |             | -           | -           | 4      | 2      |
| Totale North Toronto Nitros | Totale North Toronto Nitros | Totale North Toronto Nitros | 9          | 4          |                 | -               | -               |                    | -                  | -                  |             | -           | -           | 9      | 4      |
| 2018                        | Alliance United             | L1O                         | 8          | 0          |                 | -               | -               |                    | -                  | -                  |             | -           | -           | 8      | 0      |
| 2019                        | Pacific                     | CPL                         | 20         | 2          | CC              | 2               | 0               |                    | -                  | -                  |             | -           | -           | 22     | 2      |
| 2020                        | Pacific                     | CPL                         | 8          | 1          |                 | -               | -               |                    | -                  | -                  |             | -           | -           | 8      | 1      |
| 2021                        | Pacific                     | CPL                         | 26         | 2          | CC              | 3               | 0               |                    | -                  | -                  |             | -           | -           | 29     | 2      |
| Totale Pacific              | Totale Pacific              | Totale Pacific              | 54         | 5          |                 | 5               | 0               |                    | -                  | -                  |             | -           | -           | 59     | 5      |
| 2022                        | Toronto FC                  | MLS                         | 25         | 0          | CC              | 2               | 1               |                    | -                  | -                  |             | -           | -           | 27     | 1      |
| Totale carriera             | Totale carriera             | Totale carriera             | 96         | 9          |                 | 7               | 1               |                    | -                  | -                  |             | -           | -           | 103    | 10     |

### Cronologia presenze e reti in nazionale
| Cronologia completa delle presenze e delle reti in nazionale ― Canada | Cronologia completa delle presenze e delle reti in nazionale ― Canada | Cronologia completa delle presenze e delle reti in nazionale ― Canada | Cronologia completa delle presenze e delle reti in nazionale ― Canada | Cronologia completa delle presenze e delle reti in nazionale ― Canada | Cronologia completa delle presenze e delle reti in nazionale ― Canada | Cronologia completa delle presenze e delle reti in nazionale ― Canada | Cronologia completa delle presenze e delle reti in nazionale ― Canada |
| Data                                                                  | Città                                                                 | In casa                                                               | Risultato                                                             | Ospiti                                                                | Competizione                                                          | Reti                                                                  | Note                                                                  |
| --------------------------------------------------------------------- | --------------------------------------------------------------------- | --------------------------------------------------------------------- | --------------------------------------------------------------------- | --------------------------------------------------------------------- | --------------------------------------------------------------------- | --------------------------------------------------------------------- | --------------------------------------------------------------------- |
| 11-11-2022                                                            | Manama                                                                | Bahrein                                                               | 2 – 2                                                                 | Canada                                                                | Amichevole                                                            | -                                                                     | 71’                                                                   |
| Totale                                                                |                                                                       | Presenze                                                              | 1                                                                     |                                                                       | Reti                                                                  | 0                                                                     |                                                                       |

## Palmarès

### Club

#### Competizioni nazionali
- Canadian Premier League: 1

Pacific: 2021